# Швянтойский маяк
Швянтойский (Швентойский) маяк  (лит. Šventosios švyturys)  — береговой маяк, расположенный в центральной части посёлка Швянтойи, недалеко от устья одноимённой реки, примерно в 780 метрах от берега Балтийского моря. Административно относится к Палангскому городскому самоуправлению Клайпедского уезда Литвы.

## История
Швянтойский маяк был построен в 1957 году, для указания пути в Швянтойский порт. В 1964 году на маяк был установлен наутофон.

## Описание
Представляет собой металлическую башню фермового типа на железобетонном фундаменте, на которую установлена квадратной формы площадка обнесённая перилами по периметру, и восьмиугольное помещение красного цвета с куполообразной крышей. Фермы башни окрашены в красный цвет; верхняя половина по всему периметру обшита досками, и имеет окраску в виде горизонтальных двух красных и одной белой (посередине) полос.
Общая высота маяка составляет 39 метров. Излучатель находится на высоте сорока двух метров над уровнем моря.
Сигнал маяка представляет собой белый свет, трёхкратно моргающий через каждые пятнадцать секунд. Световые сигналы маяка видны на расстоянии 31 километра (17 морских миль).
Швянтойский маяк работает в автоматическом режиме, без постоянного обслуживающего персонала.